# Forteresse de Šabac
La forteresse de Šabac (en serbe cyrillique : Шабачка тврђава ; en serbe latin : Šabačka tvrđava) est située à Šabac, dans le district de Mačva, en Serbie. Elle est inscrite sur la liste des monuments culturels de grande importance de la république de Serbie (identifiant no SK 740),,.

## Présentation

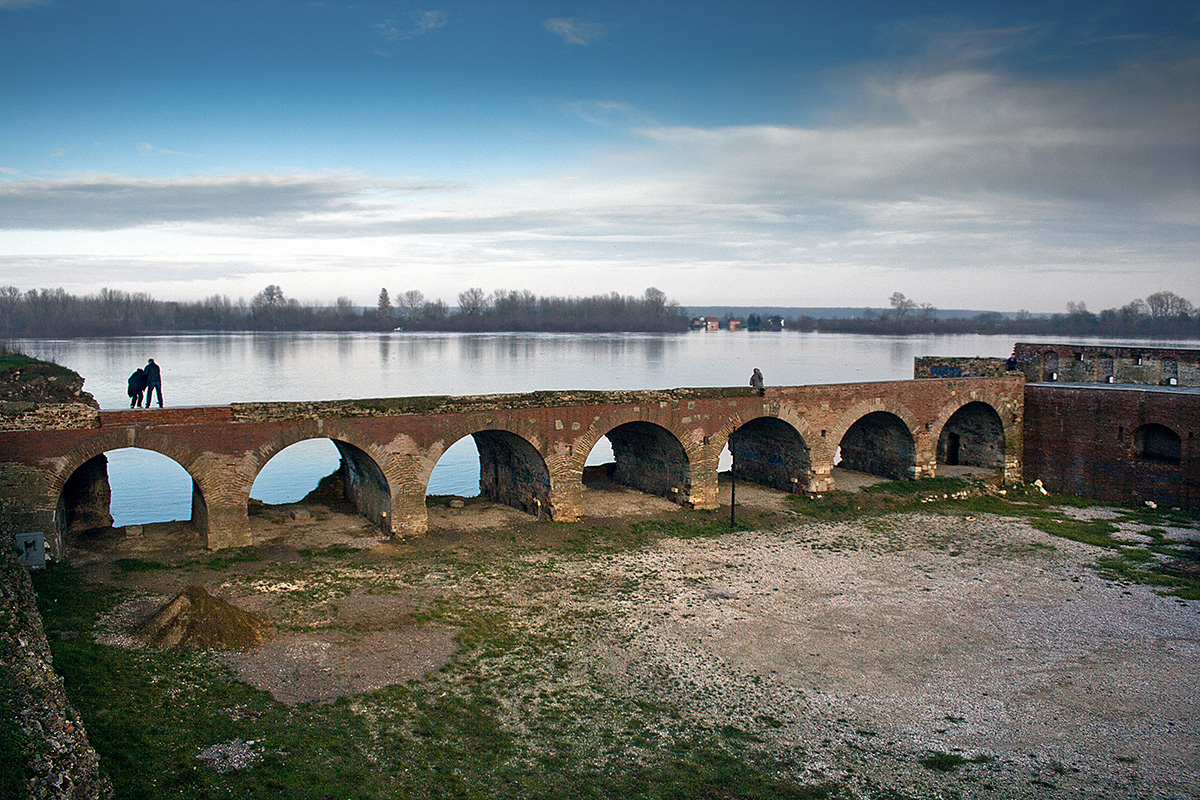
La Save vue depuis la forteresse.

La forteresse est mentionnée pour la première fois dans les archives de Dubrovnik (Raguse) en 1454 ; elle portait alors le nom de « Zaslon ». La forteresse actuelle a été construite par les Ottomans à partir de 1471 ; le commanditaire en est peut-être Isa-bey Isaković[réf. nécessaire]. Les fortifications englobaient alors la ville intérieure et la ville extérieure, ainsi que la forteresse proprement dite dotée de neuf tours en bois et de fossés reliés entre eux et raccordés au cours principal de la Save.
Dans la première moitié du XVIe siècle, les Turcs ont reconstruit la forteresse sur un plan rectangulaire en utilisant la pierre et la brique et, au XVIIIe siècle, les Autrichiens l'ont modernisée pour l'adapter aux nouvelles exigences de l'art des fortifications.
La forteresse a changé plus de 10 fois de mains au cours de son histoire, ce qui témoigne de son rôle stratégique à frontière entre les terres autrichiennes et l'empire ottoman. Elle est revenue définitivement à la principauté de Serbie en 1867.

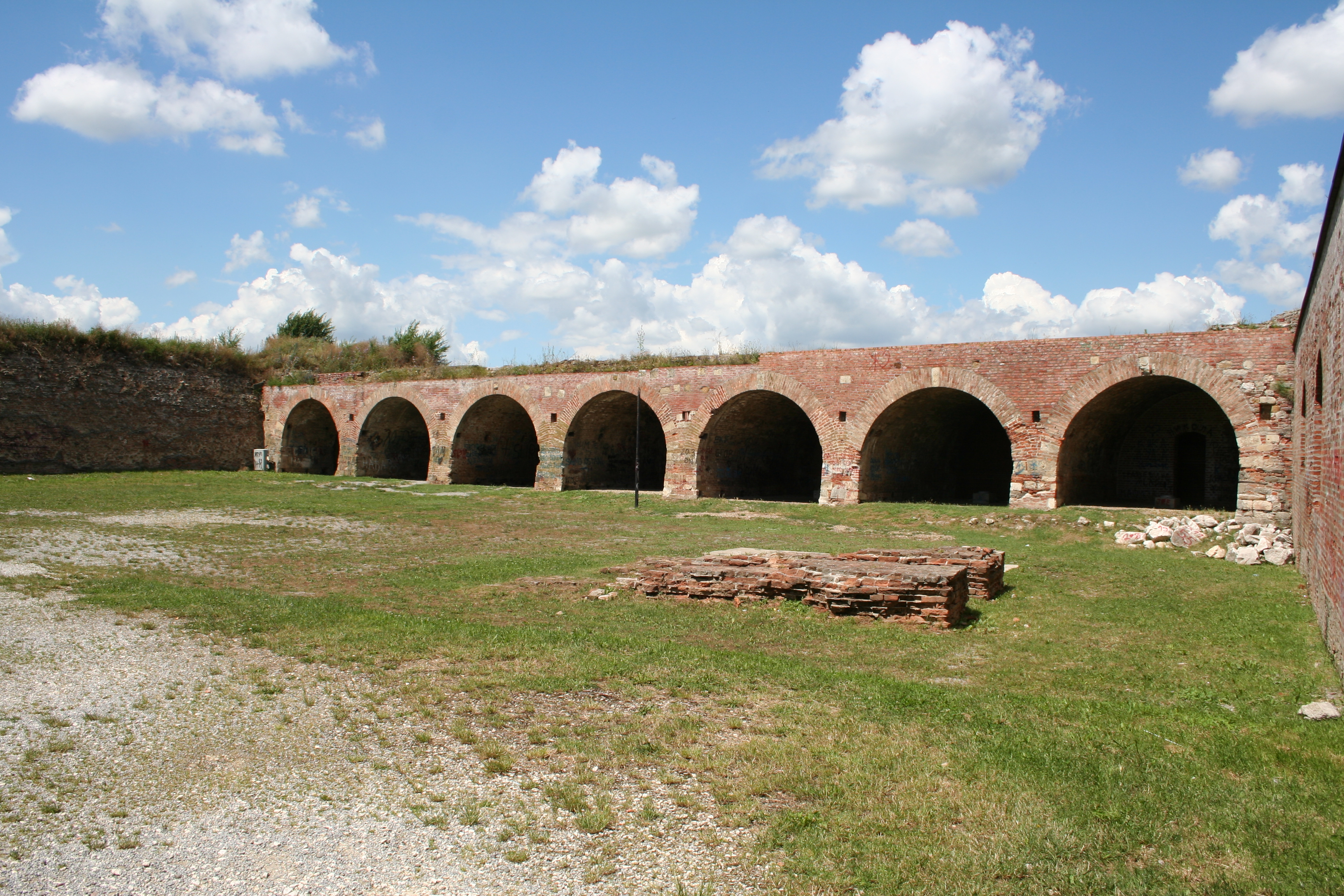
L'intérieur de la forteresse.

Située à environ 1 km du centre de Šabac, la citadelle sert aujourd'hui de lieu de promenade aux habitants de la ville. De nombreux événements culturels du festival d'été de Šabac (en serbe : Šabački letnji festival) y sont organisés.

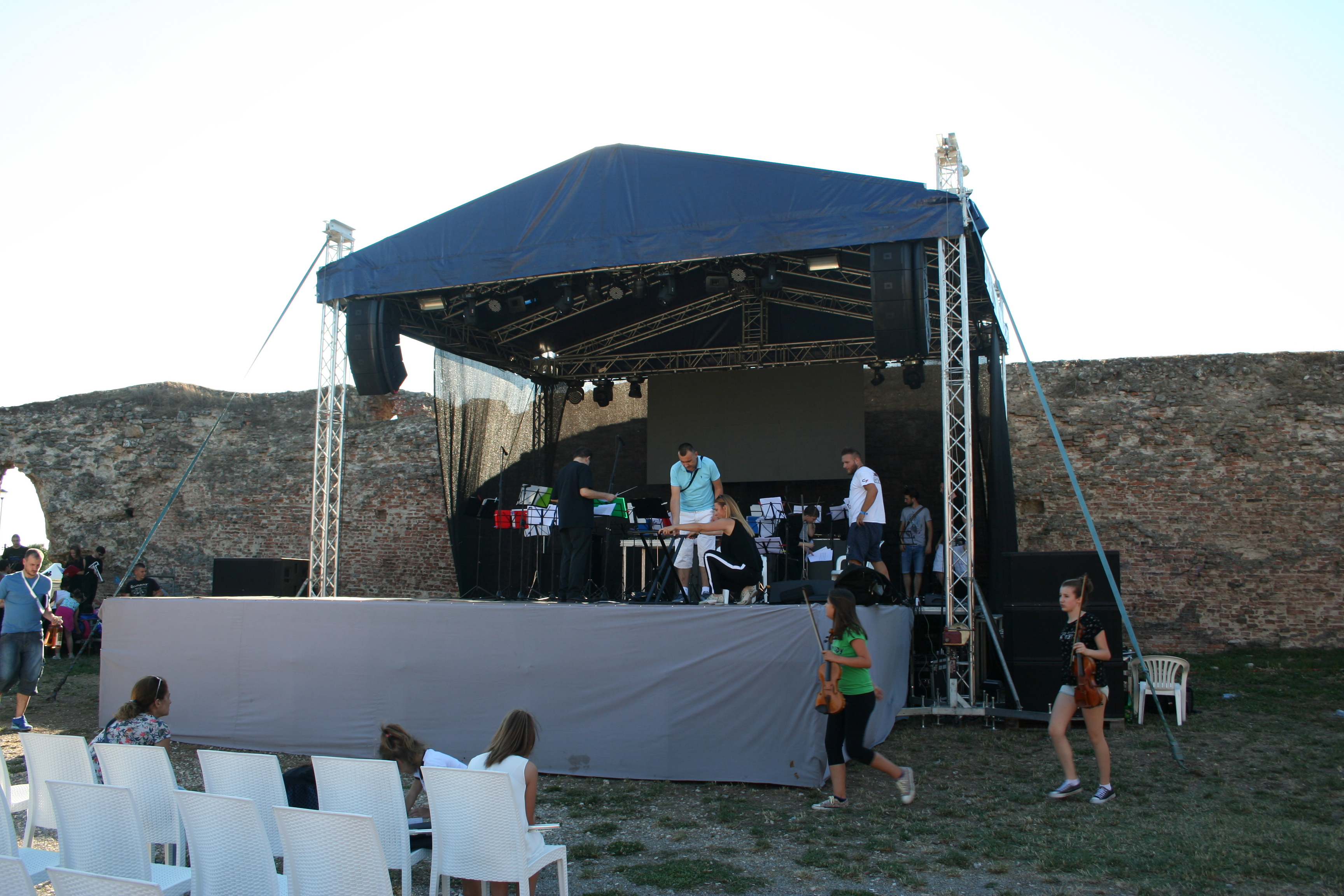
Le festival d'été 2017